# Antropophagus 2
Antropophagus 2 è un film del 2022 diretto da Dario Germani. Il film è ispirato dalla pellicola di Antropophagus, film cult di genere horror diretto da Joe D'Amato nel 1980, ma non ne costituisce un sequel ufficiale.

## Trama
Un gruppo di studentesse e la loro docente, Nora, si accampano all’interno di un bunker antiatomico per fare delle ricerche in merito alle tesi che stanno scrivendo. Dopo essere state accompagnate da un custode dall’aria sinistra, le ragazze si apprestano a trascorrere ventiquattro ore rinchiuse nel bunker. Nel cuore della notte due di loro spariscono senza lasciar traccia. Nora coordina le ricerche, ma ben presto le sopravvissute si ritrovano intrappolate in un vortice di violenza per mano di un antropofago.

## Produzione e distribuzione
Il film è stato prodotto dalla Halley Pictures ed è stato presentato in anteprima nazionale il 24 marzo 2022 al Nuovo Cinema Aquila, a Roma.
È distribuito all'estero dalla Variety Distribution.

## Critica
La rivista Nocturno recensisce Antropophagus 2 così: